# Palmyra, New Jersey
Palmyra är en ort i Burlington County i delstaten New Jersey, USA.